# Ishkq in Paris
Ishkq in Paris ist ein Hindi-Film und zeigt Preity Zinta nach Jhoom Barabar Jhoom (2007) wieder in einer Hauptrolle. Gleichzeitig ist sie die Produzentin des Films.

## Handlung
Ishkq ist ein liebenswürdige, quirlige junge Frau. Sie lebt in der Stadt der Liebe – Paris – aber hat Angst vor einer festen Beziehung und meidet solche auch. 
Während einer Zugfahrt nach Paris lernt sie Akash kennen. Sie unterhalten sich und beschließen bis zur Akashs Weiterfahrt nach London, das Pariser Nachtleben zu genießen. Akash ist fasziniert von ihr und kann sie einfach nicht mehr vergessen.
Bei seiner nächsten Reise nach Paris trifft er sie zufällig wieder, obwohl sich beide nur auf das einmalige Treffen geeinigt hatten. Sie kommen sich näher und bald gesteht ihr Akash seine Liebe zu ihr. Aber Ishkq bekommt Angst. Ihre Eltern hatten sich scheiden lassen als sie noch klein war und kann bis heute nicht mit dieser Situation umgehen. Deshalb meidet sie Beziehungen und hat Angst vor festen Bindungen.
Ishkqs Mutter Marie sieht wie unglücklich ihre Tochter ist und erzählt von dem Scheitern ihrer Ehe. Beide hatten sich damals für ihre Karriere entschieden, er als Maler und sie als Schauspielerin. Irgendwann konnten beide dies mit der Familie nicht vereinbaren und trennten sich im Guten. Dies ermutigt Ishkq doch eine ernsthafte Beziehung mit Akash anzufangen – und endet mit einer Hochzeit mitten im Punjab, wo Ishkq nach all den Jahren endlich wieder auf ihren Vater trifft.

## Musik
| Lied                                | Sänger                                        |
| ----------------------------------- | --------------------------------------------- |
| It's All About Tonight              | Sunidhi Chauhan, Sophie Choudry, Rahul Vaidya |
| Saiyaan                             | Rahat Fateh Ali Khan                          |
| Kudiye Di Kurti                     | Sonu Nigam, Shreya Ghoshal                    |
| Jaane Bhi De                        | Wajid                                         |
| Teri Choodiyan Da Crazy Crazy Sound | Wajid                                         |
| Jaane Bhi De (Duet)                 | Sonu Nigam, Sunidhi Chauhan                   |